# Roscoe C. McCulloch
Roscoe C. McCulloch (Millersburg, 1880. november 27. – West Palm Beach, 1958. március 17.) az Amerikai Egyesült Államok szenátora (Ohio, 1929–1930).